# Illa (Rosselló)
|  | Per a altres significats, vegeu «vescomtat d'Illa». |

Illa o Illa del Riberal (['iʎə] o ['iʎəðəlriβə'ɾal], en francès Ille-sur-Têt) és una vila i comuna nord-catalana de 5.405 habitants de la comarca del Rosselló. De vegades s'anomena amb el complement d'"Illa de Tet", per influència del francès, però no té raó de ser ni en català ni en francès perquè es troba a la comarca del Riberal de la Tet. Tanmateix, Joan Becat i el Nomenclàtor toponímic de la Catalunya del Nord donen com a preferent la forma Illa, senzillament.

## Etimologia
Joan Coromines explica que el topònim «Illa» deriva del llatí insŭla, però no en la seva accepció original (porció de terra voltada d'aigua), sinó en una extensió més tardana del significat del mot (terra fèrtil vora un curs d'aigua), que correspon exactament a la realitat geogràfica de la vila.

## Geografia

Situació de la comuna d'Illa en el Rosselló

### Localització i característiques generals del terme
Illa és situada a la comarca del Riberal de la Tet al nord-oest de la dels Aspres, a l'extrem de ponent de la comarca del Rosselló, limítrof amb la comarca occitana de la Fenolleda, amb la qual termeneja quasi tot el límit nord de la comuna. És a prop de la comarca del Conflent, en una zona de relleu bàsicament pla, a banda i banda del riu ja esmentat.

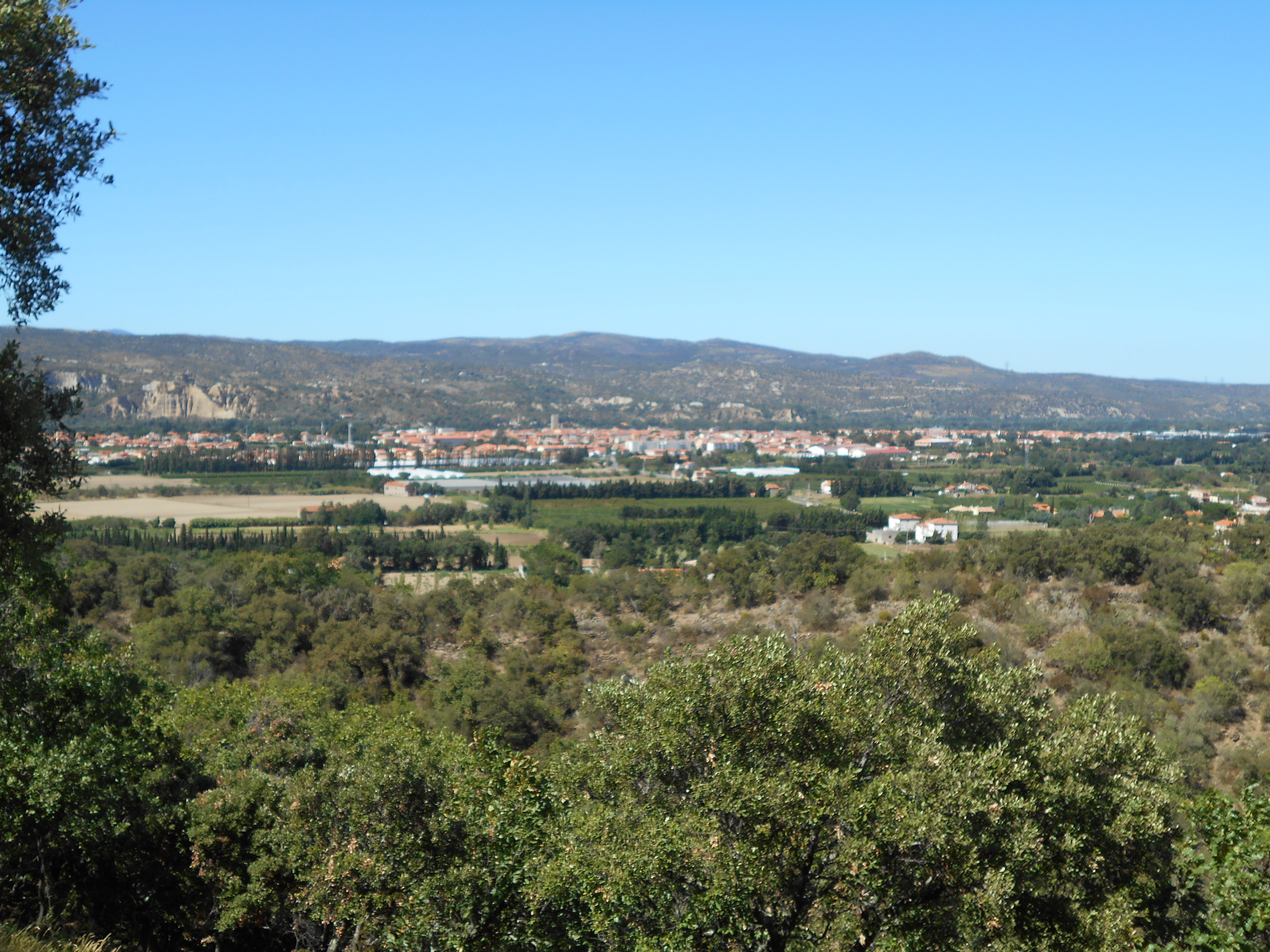
Vista general de la vila des de Sant Miquel de Llotes

El terme comunal d'Illa, d'una extensió de 316.700 hectàrees, s'estén a banda i banda d'aquest riu, amb dues zones molt diferenciades: a la dreta del riu, la plana del Riberal, s'estén la ja prou extensa conurbació d'Illa, amb algunes zones actives des del punt de vista de l'agricultura entre els sectors poblades. A la dreta, a més, hi ha en terme d'Illa els primers contraforts dels Aspres, al sud-est del terme comunal, on es trobava l'antic veïnat de Graulera. A l'esquerra del riu es troba dues petites zones d'horta, les Hortes de Dellà i Casesnoves, al peu d'una zona bastant muntanyosa, aspre i principalment erma que forma part del massís muntanyós que separa les valls de la Tet i de l'Aglí. Aquest massís conté una sèrie de formacions rocoses, fruit de l'erosió multisecular, en els llocs anomenats els Terrers i les Orgues d'Illa. Hom gaudeix d'una bona vista dels Terrers i de la Plana del Rosselló descendint per la carretera de Montalbà cap a Illa. La zona dels Orgues es pot visitar, però l'entrada és pagant.

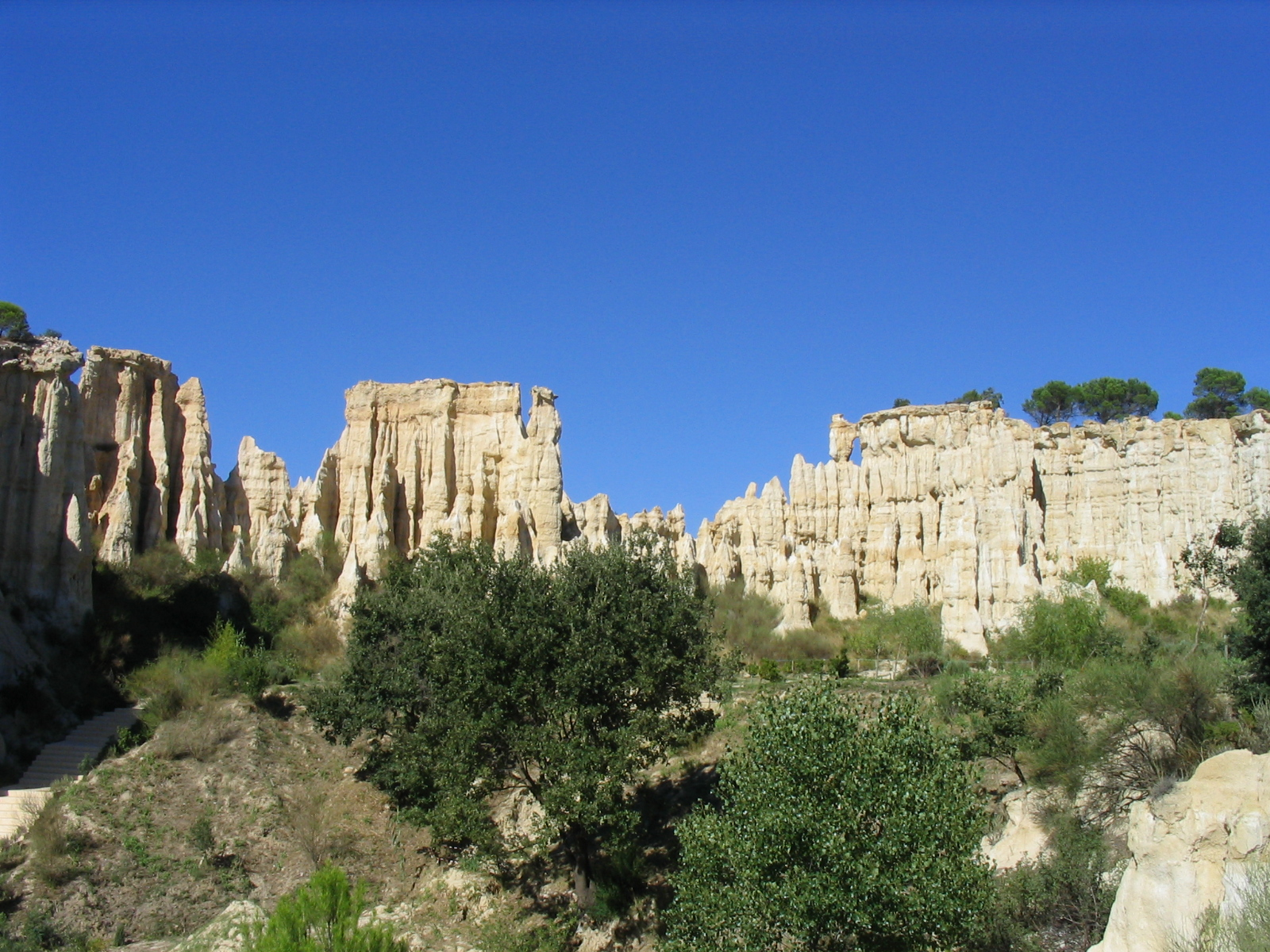
Els Terrers, o les Orgues, d'Illa

Situada tot a la vora del riu Tet, Illa és lloc de pas obligatori entre el Rosselló i el Conflent. Com molts pobles del Riberal, disposa d'un llac d'esbarjo paral·lel al riu. El poble és famós pels seus terrers (dits popularment Orgues (per la similitud amb tubs d'orgue), agulles de roca situades entre l'altiplà de Sornià i la riba de la Tet, al sector muntanyós del terme d'Illa, a l'esquerra de la Tet.
Termes municipals limítrofs:
| Montalbà del Castell | Bellestar             | Nefiac  |
| Rodès                |                       | Millars |
| Bulaternera          | Sant Miquel de Llotes | Corbera |

### La vila d'Illa

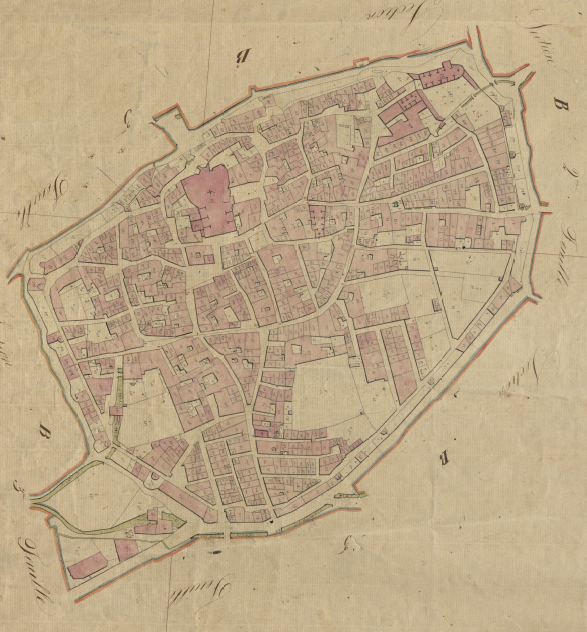
Illa en el Cadastre napoleònic del 1812 (Arxius Departamentals dels Pirineus Orientals)

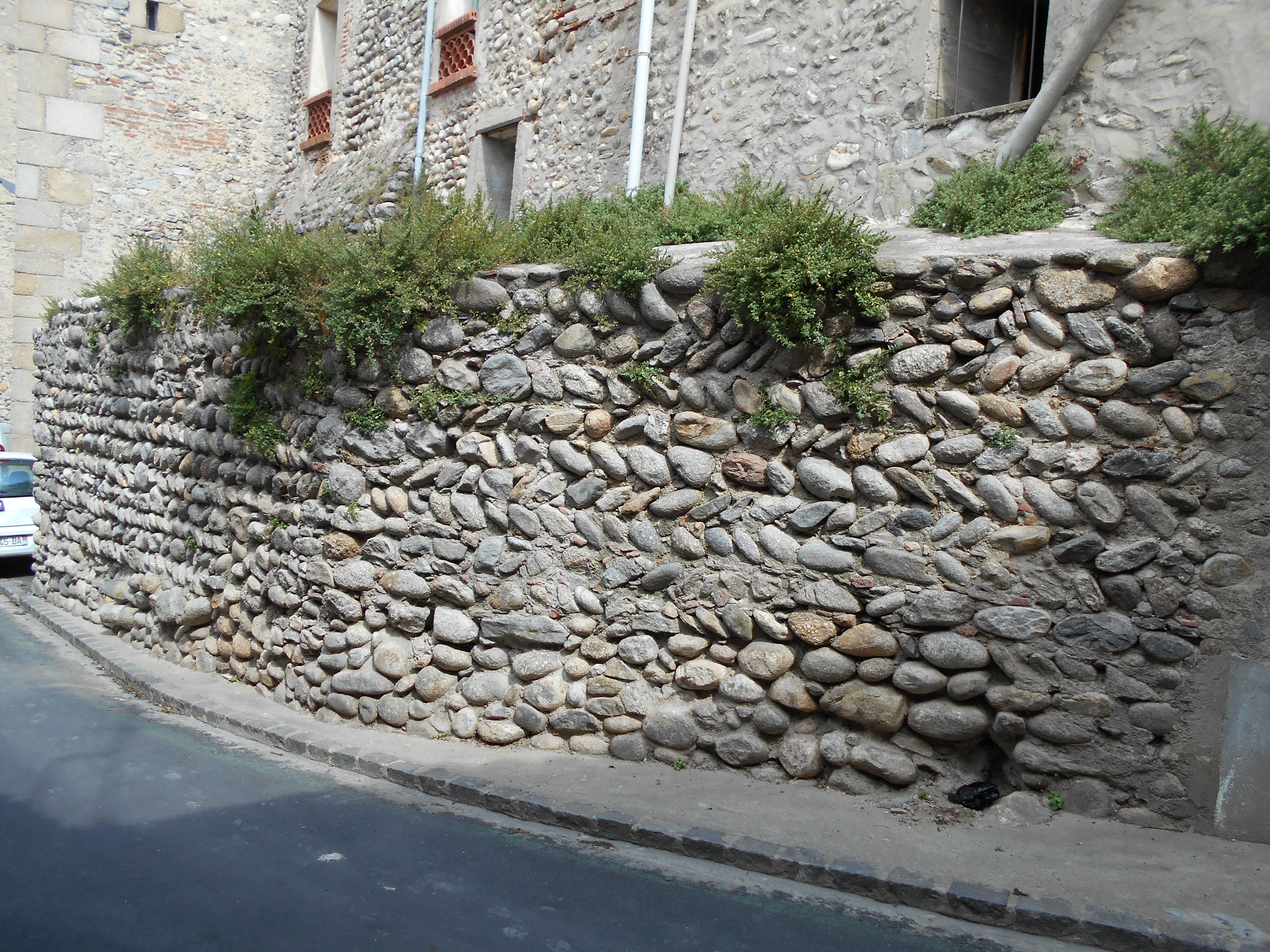
Restes de la cellera d'Illa

La Vila vella d'Illa era un espai murallat, de primer medieval, amb les muralles reforçades amb talussos en època moderna, a partir de les tècniques de fortificació dels segles xvii i XVIII, en les quals destacaren els enginyers militars francesos com ara Sébastien Le Prestre de Vauban. La vila primigènia era una cellera al voltant de l'església de Sant Esteve del Pedreguet, probablement de primer capella del Castell dels Vescomtes d'Illa, ara pràcticament del tot desaparegut, que formava un espai clos per les mateixes cases.
Aquesta cellera, que acabà desapareixent, juntament amb el castell dels vescomtes quan va ser ampliada l'església de Sant Esteve, fou ampliada successivament en dues fases, que conformaren una primera vila murallada del segle xi, amb un recinte on hi havia a l'extrem nord-est l'església de Santa Maria la Rodona, potser la primera parroquial de la vila, i, a ran seu, la de Sant Galdric. A aquesta primera vila closa seguí, poc temps més tard, un eixamplament de la vila cap al sud el segle xiii que va incloure l'Hospital d'Illa i la seva església, Sant Jaume de l'Hospital i, més tard, la de la Mare de Déu del Carme. Es conserven notables restes dels dos recintes murallats, amb portes (els portals de la Font, de la Parairia i del Comte) i torres cantoneres de defensa, com la Torre de l'Alexis, tot el que queda del castell vescomtal, així com algunes torres rodones i estretes.

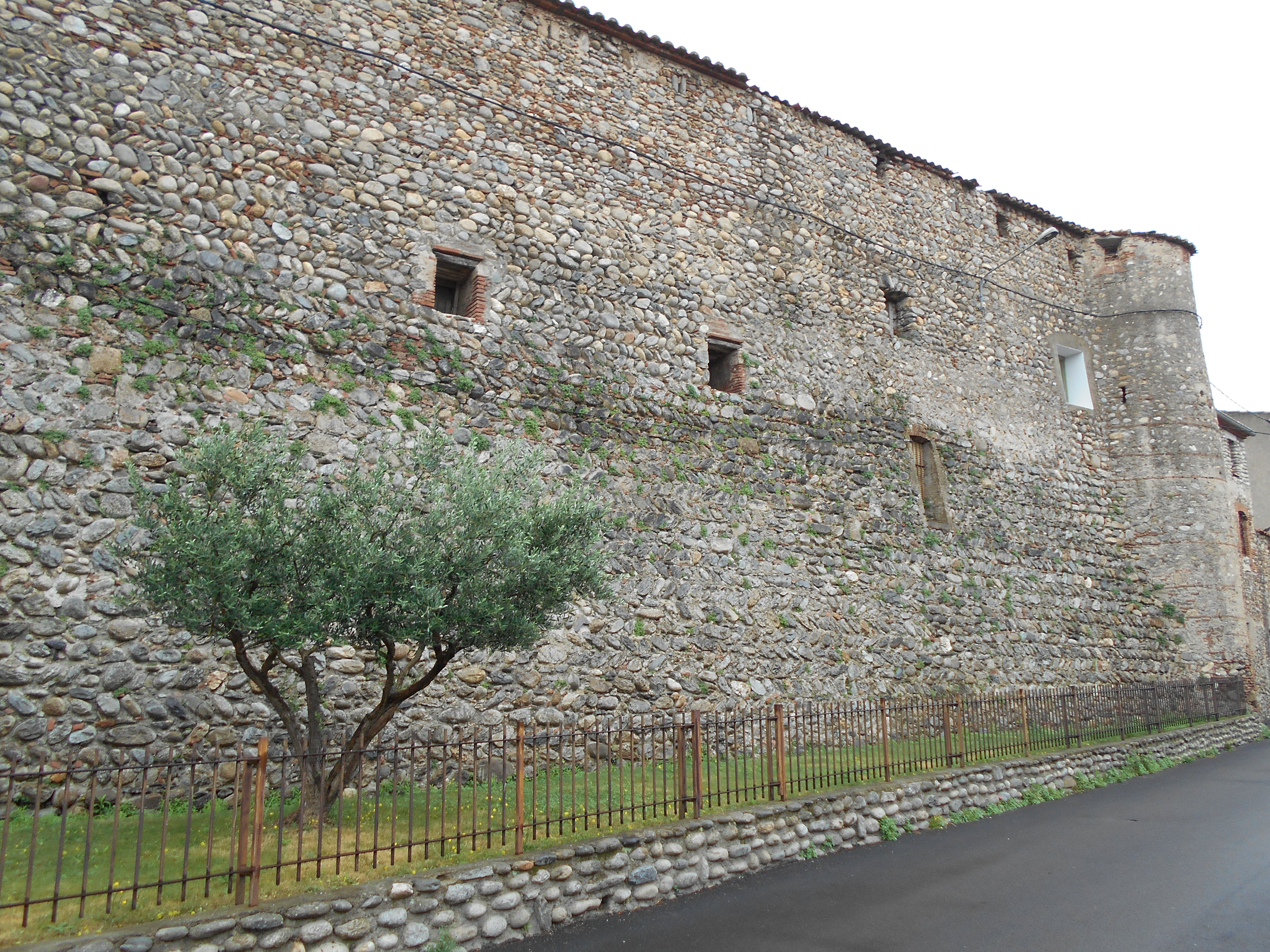
Fragment de muralles del segon recinte fortificat d'Illa. Costat exterior.

Aquesta primera vila va créixer, encara en època medieval i primers anys de l'Edat Moderna, amb els barris de la Barrera, de l'Hospital, de l'Iglesi, o el Pedreguet, de la Mairie, el Firal, la Muralla, la Paraire, el Roseret, abans Femada del Roseret, Santa Creu, Sant Bonifaci i Sant Jaume. Ja en època més recent, moderna i primera contemporània, Illa va créixer formant barris com el de l'Ermita.

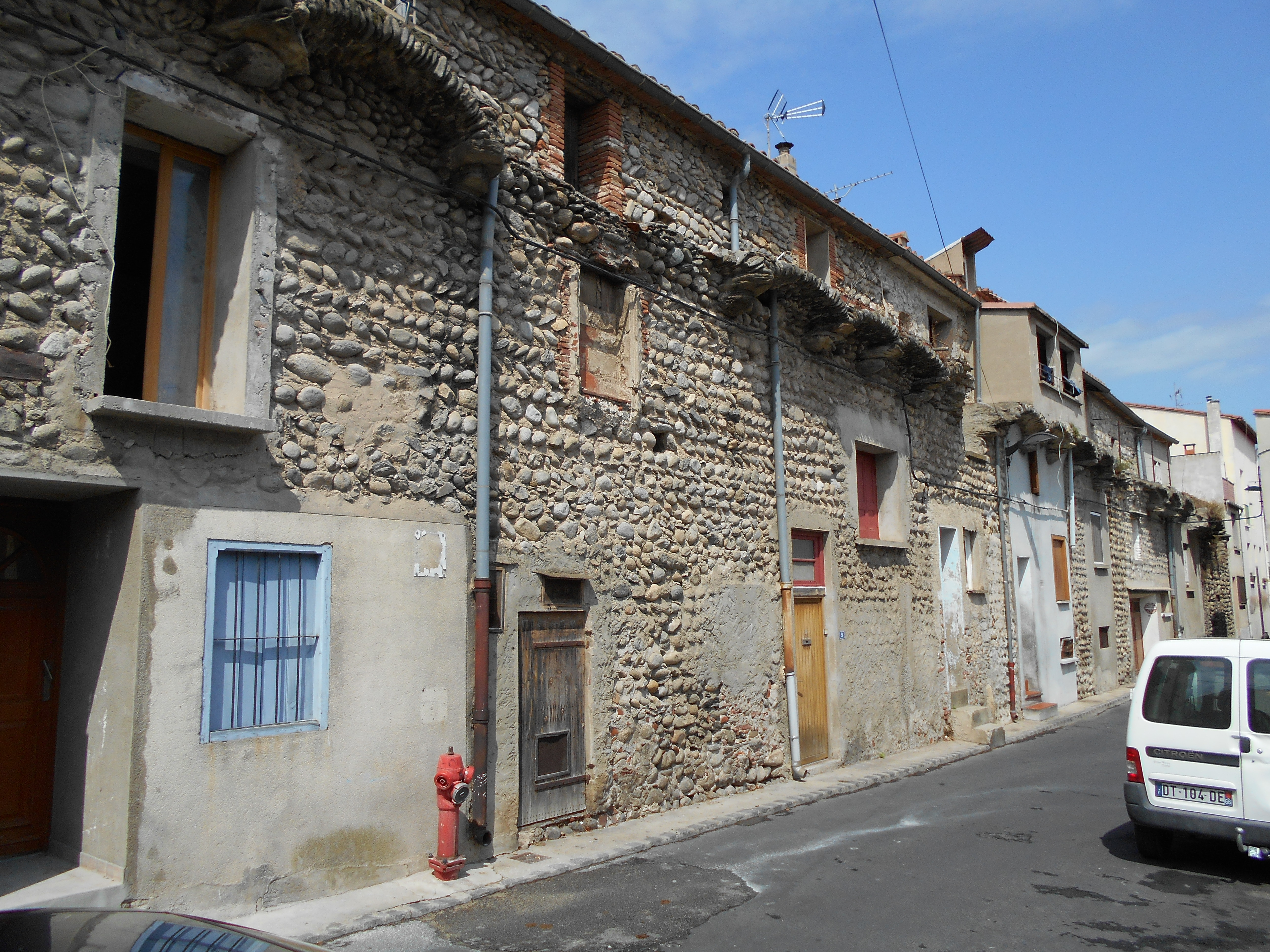
Fragment de muralles del tercer recinte fortificat d'Illa. Costat interior, amb el camí de ronda.

L'antiga perifèria de la vila antiga, en indrets actualment ja absorbits pel creixement del nucli urbà, es troben antigues construccions aïllades, destacades per a la història recent d'Illa, com la Catalana, antiga conserveria ara convertida en espai cultural, la Cava Cooperativa, el Cementiri Vell, o Cementiri Pau Casals, el Cementiri Nou, o de les Castillones, la Gara, l'Hospital de Sant Jaume, o l'Hospital, o l'Hospici, actualment convertit en Museu d'Art Sagrat, l'antiga conserveria convertida actualment en Museu dels Bombers. També cal incloure en aquesta relació la capella dels Frares de la Champagne, dedicada a Santa Maria.
El creixement contemporani de la vila s'ha fet, com en molts pobles del Rosselló, a base d'urbanitzacions del tipus de ciutat-jardí, amb cases aïllades amb una porció de jardí en el seu entorn. Les urbanitzacions d'aquesta mena d'Illa són les Cases de la Coma, les Cases de la Sibil·la, el Colomer, la Grimolessa i el Tuire.

### Casesnoves
Casesnoves és un antic poble del terme d'Illa, actualment desaparegut, situat a l'esquerra de la Tet, en una zona d'hortes davant i a ponent de la vila. Se'n conserven, a part de restes disperses de murs de les cases que el conformaven, l'església dels Sants Just i Pastor de Casesnoves, o de Sant Salvador, actualment desafectada i recentment restaurada, i les restes del Castell de Casesnoves.

### Santa Maria del Remei
A ponent de la vila i a ran de la Tet, on aquest riu fa un angle recte d'oest - est a sud - nord, i a ponent de la carretera general, hi ha l'antiga leproseria i convent dels franciscans anomenada popularment el Convent. Es tracta de l'església de Santa Maria del Remei d'Illa.

### Sant Climent de Reglella
A l'esquerra de la Tet, al sector oriental del terme d'Illa, hi ha hi ha les restes de l'església de Sant Climent de Reglella.

### Sant Maurici de Graulera
A l'extrem sud-est del terme d'Illa, tocant el de Corbera i molt a prop del de Sant Miquel de Llotes es troben les restes del veïnat de Sant Maurici, del qual només en queda la capella de Sant Maurici de Graulera (o Greolera, segons alguns autors).

### Els masos del terme
La grandària del terme comunal, així com la fertilitat de la zona del Riberal, han fet que Illa posseeixi un bon nombre de masos, tot i que actualment alguns són en ruïnes. Entre els existents, la major part actius, hi ha diversos Casots sense nom que els diferenciï, el Cortal del Piló d'en Gil, l'Ermita, o Convent de l'Ermita, el Mas Baranda, el Mas Bastit, o la Caseta, el Mas Batlle, el Mas Beltran, el Mas Blanc, el Mas Bo, el Mas Bonafòs, o Mas Cremat, el Mas Bordanell, o Vidal, el Mas Bosc, el Mas Buzan, el Mas Cabanal, abans Mas de Mossó Blasi, el Mas Calmon, el Mas Camó, el Mas Cabdellaire, o Falcó, el Mas Carrera, el Mas Casamitjana, el Mas Castilló, el Mas Català, el Mas Caire, o Costa-seca, el Mas Clerc, abans Mas d'en Perers, el Mas Coixet, o de la Munyera, el Mas Corral, el Mas Cribellet, el Mas Dabat, el Mas de Laferrière, el Mas de l'Agustí, abans Mas Bosc, el Mas de la Pujada, el Mas del Bret, el Mas del Buc, el Mas de les Formigues, el Mas de les Terreres, el Mas de l'Hospital, el Mas Delonca, abans Masot de Munyer, el Mas del Pla dels Escatllars, el Mas d'en Pagnon, el Mas Ducòs, abans d'en Jacinto, el Mas Ei, abans Riubanys, el Mas Font, el Mas Guixó, abans Xovet, el Mas Janvier, el Mas Labau o Lesbaus, dos masos diferents amb el nom de Mas LLec, el Mas Mallols, o Montós, el Mas Munyer, el Mas Nou, abans Sicart, el Mas Pacull, el Mas Parès, el Mas Pascot, abans Lacour, el Mas Petit (nom antic, en desús), el Mas Pla, el Mas Poliroc, el Mas Ponts, abans Viader, el Mas Ponts, el Mas Pubill, el Mas Roca, el Mas Sabater, el Mas Salomó, el Mas Salvi, abans Bonafòs, el Mas Santa Maria, abans Barescut, el Mas Sant Martí, el Mas Simon, el Mas Sire, abans Puignaut, el Mas Sire de Vilar, que havia tingut la capella de Santa Bàrbara, ara desapareguda, el Mas Sobrequers, el Mas Solera, un segon Mas Solera, abans de l'Hospital, el Mas Susanna, el Mas Tartin, el Mas Tixedor, el Mas Torner, el Mas Verdeguer, el Mas Vernadac, les Teuleries d'en Dessens, les Teuleries d'en Serres,. En ruïnes es troben la Barraca de l'Octroi de Bellestar, el veïnat de Casesnoves, un Cortal sense nom, el Cortal de les Cabres, el d'en Saborau, el d'en Sire, o Mas d'en Sire, o Mas Blanc, els Casals de la Reglella, el Mas d'en Domènec, el Mas d'en Fages, el Mas d'en Pandinelles, o l'Octroi de Montalbà, el Mas d'en Rixó, o d'en Borieres, les Teuleries d'en Rotllat, o les Teuleries Velles. Entre les construccions aïllades cal, a més, comptar amb l'oratori o capella de Nostra Senyora de Vida, a Sant Maurici de Graulera, el Castell de la Sibil·la. l'Oratori del Pont de les Baus, l'Oratori Major, actualment desaparegut, el Pont de les Baus, el Pont de la Fusta, el Pont de Ribereta, el Pont de Talassà, antigament Pont de Camardès, la Tomba de la Sibil·la i la Torre de Casesnoves.

### Hidrografia
La Tet és el riu que articula tot el terme d'Illa, tant des del punt de vista dels altres rius i còrrecs que hi aflueixen, com dels recs que en deriven per tal de proveir d'aigua la zona de regadiu del terme. Entre aquests darrers es trpben l'Agulla, l'Agulla de la Grimolessa, la de les Colomines, la del Mas Badia, la del Mas Carrera, la del Mas Cerdà, la del Mas del Monjot, la de l'Ull de l'Eixau, la de l'Ull del, o d'en, Castanyer, la de l'Ull d'en Carmanyes, la de Reglella, el Rec de Corbera, el de Millars, el de Perpinyà, o de les Canals, el de Tuïr, el d'Illa, la Clau, o Clau del Rec de Perpinyà (primera descàrrega), el Sifó del Bulès, la Segona Descàrrega del Rec de Perpinyà, l'Ullal del Sifó, o del Bulès, l'Ull del Camí Ralet, o d'en Cavaller, el de l'Eixau, el del, o d'en, Castanyer, el de l'Hospital d'Illa, el de Rocafort, el de Viader, el d'en Carmanyes i els Ulls de l'Hospital d'Illa. Alguns noms són ja antics, en desús, com l'Ambega de l'Hospital d'Illa i la de Perarnau o l'Ull de Perarnau. Completen aquesta relació dues recloses: la del Rec d'Illa i la del Rec de Tuïr.
La Tet és sens dubte el curs d'aigua més rellevant del terme d'Illa, tant per aportació d'aigua com pel fet que vertebra i migparteix el terme. La Tet, al llarg del seu pas per illa, té uns quants gorgs: el Gorg de la Caunyeta, el de la Platana, el del Ginebret i el de l'Ombra. La Tet no rep per la dreta cap aportació (la del Bulès, que corre paral·lel a la Tet pel sud, es dona fora del terme d'Illa), però sí que hi arriben per l'esquerra uns quants còrrecs: el Còrrec de Vallagra, que abans ha rebut els còrrecs del Bosc Negre i de Puig Pedrós, el Còrrec de Casesnoves, que recull els còrrecs de la Vernosa, del Mas d'en Domènec i de la Coma de Quers, el Còrrec de la Coma d'Ardena, que hi aporta els còrrecs del Mas d'en Sire i de la Plana d'en Condomí, el Còrrec de les Teuleries, amb les aportacions dels còrrecs de la Reixa, del Pal, del de Picanya, que s'ajunta amb el Còrrec del Camí de Caramany per tal de formar el Còrrec de la Coma, que en el tros final s'anomena Còrrec Dolent, i el Còrrec del Portal de la Sal, la Ribereta, o Ribera de Bellestar, a la qual s'uneixen anteriorment el Còrrec de la Font d'en Gros, el dels Cirers, el de l'Infern, el de la Sibil·la, o de Reglella, el d'en Lino, el d'en Cabanat, el del Baixador de les Moles, el Còrrec de les Moles, el dels Ametllers i, fent de límit amb els termes de Bellestar i de Nefiac, però davallant cap al darrer d'aquests dos termes, el Còrrec de la Font del Ferrer.
A la zona meridional del terme, a la dreta del Bulès, aquest riu rep l'aportació del Gimenell, que prové de Sant Miquel de Llotes i, més a llevant, el Còrrec de Sant Maurici.
El terme d'Illa té un munt de fonts: la Font de Caramany, la de Casesnoves, la de la Gresala, la de la Graula, la de la Maladent, la de la Roqueta, la de la Sarda, o d'en Pau Tapis, la de la Tura, ja desapareguda, la de la Vila, o dels Quatre Canalots, la de la Zeta Boiera, la del Baixador de Bula, la del Fric, la del Rec de Perpinyà, la dels Cavalls, la dels Estanyols, la dels Gendarmes, la d'en Bessieres, la d'en Bo, la d'en Bonafòs, la d'en Ferran, la d'en Galià, la d'en Gros, la d'en Nilles, la d'en Pó Pel-ras, la d'en Rebardí, la d'en Ribalta, la d'en Trainier, la d'en Valle, la d'en Ventureta Bo, la d'en Zep Zaloli, o d'en Bo-bò, ja desapareguda, la Font Dolça, la Font de Sant Jaume, la Font Sant Juli, o de l'Adroer, la de Sant Maurici, o Font Rovellosa, les Fonts d'en Boier, les d'en Viader i la Molina.

### Orografia
La part central del terme d'Illa és absolutament plana, com ja s'ha comentat abans, però tant al nord com al sud hi ha zones muntanyoses. La del nord, el massís que separa les valls de la Tet i de l'Aglí arriba a alçades entre els 350 m alt, aproximadament, i els 413 del Piló d'en Gil, mentre que al sud, a la vall de Graulera, contraforts dels Aspres, arriba als 412 damunt de Sant Maurici i als 469 de la Calcina.
Els topònims d'Illa indiquen algunes formes de relleu: bagues: el Bac de la Pulicena, el Bac de Campmages, el Bac d'en Lopes, l'Obac d'en Damià; boscs: el Bosc dels Frares i el Bosc Negre; comes: la Coma, la Coma de Graulera, la Coma d'Ardena, la Coma de l'Infern i la Coma de, o d'en, Quers; muntanyes: la Calcina, Puig Pedrós, antigament Puig Nadalí, Puig Sinell; planes: el Pla dels Escatllars, el Pla de Nefiac, el Pla de Reglella, la Plana d'en Condomí, el Planer, o els Olius, d'en Solatge; ribes: la Riba dels Escatllars, la Ribalta, el Riberal de Reglella, el Riberal de Casesnoves, el Riberal d'en Lacreu; serres i serrats: la Serra de la Devesa, la Serra de la Roqueta, la Serra Llarga, el Serrat Blanc, el Serrat dels Mallols, o d'en Malloles, el Serrat d'en Parragall i el Serrat d'en Pucinet.

### El terme comunal

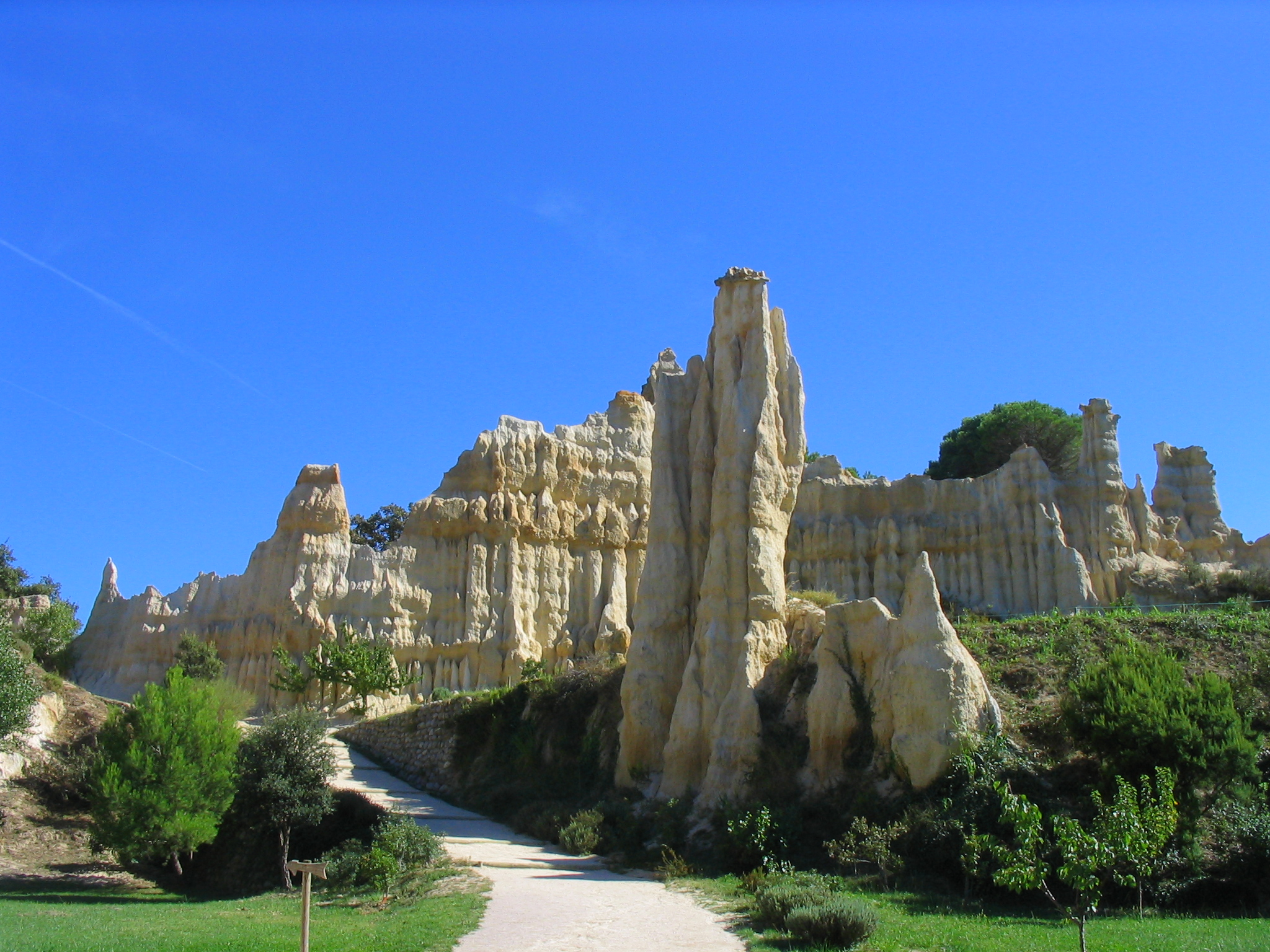
Les Orgues d'Illa

Les partides i llocs específics del terme illenc ens dona la nòmina següent: l'Ambega de la Negra, les Arenes, o els Arencs, els Arenys (s dos llocs diferents), el Baixador, o el Salt, de les Moles, la Batllia, les Baus, la Blanquetière de Laferrière, el Bogallar de la Fangina, la Bota del Bulès, el Buc, Camí de Bellestar, Camí de Caramany, Camí de Corbera, Camí de l'Ermita, Camí de Montalbà, Camí Realet, Camí Vell de Bula, Camí Vell de Montalbà, Camp Carder, Camp Gros de la Misericòrdia, Camp Guiu, Camp Llarg, Camps del Riberal, Casesnoves, la Caseta, o la Caseta del Mas Bastit, les Castillones, la Clava, el Colomer, les Colomines, el Convent, Còrrec de Casesnoves, Còrrec de Vallagra, el Cortal d'en Saborau, el Cortal d'en Sire, els Coscollets, la Descàrrega Vella, la Devesa, l'Era d'en Millet, els Estanyols, la Femada, la Font d'en Gros, la Font Dolça, les Formigues, les Forques, les Garrigues Baixes, la Ginebrosa, la Grimolessa, els Horts de Deçà, els Horts de Dellà, els Jardins del Comte, Mas Bosc, Mas Chauvet, Mas del Bret, abans Mas de Brès, Mas del Monjot, abans Mas Llec, Mas d'en Borieres, Mas d'en Domènec, Mas d'en Fabra, abans Mas Leferrière, Mas Falcó, Mas Monyer, el Mas Nou, Mas Pascot, abans Mas Lacour, Mas Poliroc, Mas Pubill, Mas Riubanys, o Mas Ei, Mas Sabater, la Mata Rodona, les Nou Fonts,l'Oratori del Rei, l'Oratori Major, les Orgues d'Illa, el Pal, la Pedrera d'en Sureda, la Pedrera d'en Braganti, Picanya, els Pinyers d'en Tapis, el Pontarró, el Pont de les Baus, el Pont de la Fusta, el Porcarill, el Portal de la Sal, el Pou del Gel, el Pou de la Neu, els Prats de la Fabrica, la Pulicena, els Quatre Camins, el Rabequet, el Rabequet del Mig, el Rec de les Canals (dos llocs diferents amb el mateix nom), el Rec de Perpinyà, la Reglella, la Reixa, el Roc de la Bada, Roca Corba, el Roc del Martell, la Sibil·la, la Sínia, Talassà, el Terme del Mas Torner, les Terreres, els Terrers, o les Orgues, abans els Terrers del Cap del Pont, les Teuleries, les Timbes de Casesnoves, les Timbes de la Reixa, les Timbes de Reglella, el Tuire, Vallagra, la Vernosa, o el Terme de la Vernosa, la Vinya d'en Jori, el Volonar i el Xoà. Alguns són ja noms antics, ja en desús: els Benals de Lupó, els Benals de Rupidera, l'Hort d'en Xicot, Mas d'en Marçal, Montner, les Moreres del Comte, o l'Era d'en Carnaval, la Roca d'en Marçal, la Roca del Duc, la Roqueta, el Roure, el Salt dels Cavals, Santa Maria, abans Mas Barescut, Sant Martí, Sant Maurici i la Teixonera. Alguns noms corresponen a senyals termenals, com Castelló, la Creu de la Serra Llarga, la Creu del Camí de Bellestar, la Creu del Camí de Corbera d'Amunt, les Creus d'en Puignaut, quatre llocs anomenat el Piló (dos d'ells al Pla de Nefiac), el Piló de la Vinya d'en Batlle, el Piló de la Vinya d'en Lavall, el Piló de la Vinya d'en Pallès, el Piló de la Calcina, el Piló del Camp del Caus, el Piló del Pal, el Piló del Prat d'en Glori, el Piló dels Ametllers, el Piló d'en Gil, o d'en Fil, el Piló de Puig Pedrós, dos senyals diferents anomenats el Roc Gros i el Salt de la Serp.

#### El Cadastre napoleònic
En el Cadastre napoleònic del 1812, l'extens terme d'Illa apareix dividit en cinc seccions: la de Reglella, al nord del terme, a l'esquerra de la Tet, la de la Tet, a la dreta d'aquest riu, que ocupa el centre i el nord-est del terme, la de Sant Maurici, al sud-est del terme, la de Casesnoves, a l'oest, i la de la Vila, que abraça únicament el nucli urbà d'Illa. La secció de la Reglella conté les partides de la Sibil·la, el Pla de Reglella, el Cortal de la Sal, la Coma, les Teuleries, amb dues teuleries properes entre elles, els Horts de Dellà, lo Pal, el Camí de Caramany, Picanya, el Camí de Bellestar, el Piló d'en Gil, amb un cortal, la Font d'en Gros, los Estanyols, Reglella, amb les ruïnes del lloc de Reglella, amb l'església de Sant Climent, el Roc de la Bada i el Baixador de les Moles.
A la secció de la Tet, que inclou la vila d'Illa, hi ha les partides de la Batllia, el Mas Lacour amb el mas d'aquest nom, el Mas Barescut, amb el mas homònim, el Mas Ruibanys, amb el mas d'aquest nom, el Camp Gros de la Misericòrdia, el Mas Llec, el Mas Laferrière, també tots dos amb el mas del mateix nom, el Camp Guiu, Reglelles, els Camps del Riberal (dues partides amb aquest nom), el Camp Llarg, el Mas Nou, amb el Mas Sicard, el Mas Pubill, amb el mas homònim, les Colomines, amb el Mas de Moussu Blasi, el Pontarró, la Grimolessa, les Castillones, la Clava, el Mas Monyer, amb el mas d'aquest nom, el Tuire, els Prats de la Fabrica, la Resclosa del Rec de Perpinyà, el Convent, amb els edificis que foren del convent dels franciscans, els Esquellons, els Arencs, la Sini, el Camp de l'Ermita, la Caseta, el Camp Vell de Bula, el Salt dels Cavalls, el Pou del Gel, el Mas del Bret, amb el Mas del Comte, el Mas Bosc, amb el mas d'aquest nom, les Formigues, el Xoà, Sant Martí, amb el mas d'aquest nom, l'Hort d'en Xicot, la Femada del Rosaret, el Riberal d'en Lacreu, el Rec de Perpinyà, els Prats de la Fabrica, la Femada, el Pla dels Escatllars, les Garrigues Baixes i els Arengs (n'hi ha dos).
La secció de Sant Maurici té les partides de l'Ambega de la Negra, amb el Mas d'en Perers, el Pont de la Fusta, l'Oratori del Rei, o Mas d'en Jacint, amb el Masot d'en Monyer i el Mas d'en Jacint, l'Oratori Major, els Coscollets, o lo Volonar, el Camp Carder, amb el Mas Viader, el Buc, el Mas Sabater, amb aquest mas, la Roqueta, Sant Maurici, amb la capella de Sant Maurici de Graulera, el Pontet, les Arenes, el Mas Xovet, amb el mas d'aquest nom, el Pla de Nefiac, amb el Mas Bonafòs, el Mas Puignaut, wl Mas Falcó i el Mas de l'Hospital, les Carreres. Finalment, la secció de Casanova té les partides de la Vernosa, amb un cortal, el Cortal d'en Saborau, el Cortal d'en Sire, tots dos amb el seu cortal, el Serrat dels Mallols, la Plana d'en Condomí, amb un cortal, el Pal, el Rabequet, el Rabequet del Mig, el Mas d'en Borieres, amb aquest mas, la Reixa, el Camí Vell de Montalbà, la Pulicena, Casesnoves, el Serrat d'en Pucinet, la Blanquetière de Laferrière, els Pinyers d'en Tapis, la Teuleria, Vallagra, el Mas d'en Domènec, amb el mas d'aquest nom, Puixinell, la Pulicena, Casesnoves, amb l'església dels sants Just i Pastor i les restes del Castell de Casesnoves, la Jolicena, el Pont de les Baus. A l'extrem del terme hi apareix el Pont de les Baus, que hi és dibuixat sencer.
Un plànol del nucli urbà d'Illa representa la secció E, la cinquena. Es tracta d'un plànol clar i precís que mostra una vila que no difereix gaire del nucli antic encara existent avui dia.

## Transports i comunicacions

### Carreteres
Travessen el terme d'Illa fins a set carreteres. D'una banda, la carretera D - 2 (Argelers - D-619, a Trevillac) travessa el terme de sud-est a nord. Per aquesta carretera, Illa es comunica directament amb Montalbà del Castell (9 quilòmetres) i Trevillac (11,6) (tots dos ja a la Fenolleda, comarca occitana), cap al nord, i Sant Miquel de Llotes (1,9), Queixàs (6,4), Montoriol (18,7), Forques (20,3), Vilamulaca (23,3 km), Sant Joan la Cella (26,5 km), Brullà (30,5), Sant Genís de Fontanes (34), la Roca d'Albera (36,8), Sureda (40,4) i Argelers (43,5).
La D - 16 (N - 116, a Bulaternera - D - 615, a Illa, que enllaça Bulaternera i la mateixa Illa amb la D - 615. Procedeix de Bulaternera i Sant Miquel de Llotes, abans d'entrar en el terme d'Illa. No passa pel centre de la vila d'Illa.
La D - 56 (Nefiac - D - 615, a Illa/Corbera) no passa tampoc pel nucli d'Illa. Travessa l'extrem oriental del terme, en alguns trams fent de termenal amb les comunes veïnes.
La D - 66 (D - 615, a Illa - D - 56, a Illa/Nefiac/Millars) travessa el terme comunal d'Illa per la zona meridional sense passar pel nucli de població. Serveix d'enllaç entre les carreteres del terme.
La D - 615 (N - 116, a Bulaternera - Els Banys d'Arles), que des de la N - 116 s'adreça al sud-est, passa pel poble de Bulaternera, i després va a buscar la vall del Bulès, cap al sud. Passa per Bula d'Amunt (12,8 quilòmetres), Sant Marçal (24), Teulís (30,6), Palaldà (59,7) i els Banys d'Arles (62,2).
La D - 916 (traçat antic de la N - 116), que uneix Illa amb Nefiac (4,9 quilòmetres), Millars (10,8), Sant Feliu d'Amunt (11,5), Sant Feliu d'Avall (14,3), el Soler (19,4) i Perpinyà (25,4), cap a llevant, mentre que cap a ponent s'uneix amb la carretera N - 116 quan aquesta abandona el format d'autovia, tot just entrar en el terme de Bulaternera, que queda a 4,4 quilòmetres d'Illa.
Finalment, hi ha la carretera nacional N - 116 (Perpinyà-la Guingueta d'Ix), que venint de Perpinyà té forma d'autovia fins a prop de Bulaternera. Aquesta carretera, que passa al nord del nucli de població d'Illa, serveix d'eix per a enllaçar aquesta vila amb la resta de poblacions nord-catalanes.

### Transport públic col·lectiu
Illa té un bon servei de transport públic. La línia 200 (Perpinyà - Prada) uneix les poblacions de Perpinyà, el Soler, Sant Feliu d'Avall, Sant Feliu d'Amunt, Millars, Nefiac, Illa, Bulaternera, Rodès, Vinçà, Marqueixanes, Eus i Prada. Aquesta línia ofereix cinc serveis diaris en direcció ponent, un d'ells de caràcter semidirecte, que té parada a Illa, i només tres a la inversa, un d'ells també semidirecte. No circula els dies festius.
Amb un traçat similar hi ha la línia 240, que ofereix quatre serveis diaris en direcció a Perpinyà i sis cap a Prada. Com l'altre, alguns d'aquests serveis és semidirecte, amb parada a Illa, i tampoc no circula els dies festius.
La línia 260, també amb recorregut i característiques semblants, té dos serveis diaris en cada direcció. Circula cada dia, però el diumenge amb horaris diferents.
La línia 220, de Perpinyà a Illa, ofereix quatre serveis diaris en cada direcció, i no circula els dies festius.

### Ferrocarril
Illa té estació de tren de la línia Perpinyà - Vilafranca de Conflent, on enllaça amb l'anomenat tren groc, de Vilafranca de Conflent a la Tor de Querol. És la línia 12 TER Llenguadoc Rosselló.

### Els camins del terme
El terme d'Illa està solcat per nombrosos camins, de servei intern i de servei extern. Els que comuniquen amb els pobles de l'entorn són el Camí de Bula, el de Corbera, el de Corbera d'Amunt, el de Montalbà, el de Montalbà a Rodès, el de Nefiac a Corbera, el de Reglella, o Camí Vell de Bellestar, el de Rodès, el de Santa Coloma de les Illes, o de Sant Miquel, el de Sant Maurici des de Corbera d'Amunt, el de Sant Miquel, el Camí Realet, el Camí Vell de Bellestar, el Camí Vell de Montalbà, el Camí Vell de Perpinyà, la Carrerada (antic camí de transhumància de ramats), la Ruta de Bellestar, la Ruta de Bula a Corbera (abans, Camí Ral), la Ruta de Montalbè, o de Sornià, la Ruta de Perpinyà, la Ruta de Prada i la Via Ràpida.
Els camins interns del terme d'Illa són: el Camí de Caramany, el de Casesnoves, el de Ferro (via fèrria), el de la Pujada, el de la Reixa, el de la Sínia, o de l'Ermita, el de la Torre, el del Buc, el del Camp Llarg, el de les Bruixes, el de les Canals, el de les Moles, el del Mas d'en Domènec, el del Molí, el del Pla dels Escatllars, el del Riberal, el del Roc de la Bada, el del Salt dels Cavalls, el dels Estanyols, el d'en Sales, o del Tuire, i el de Sant Maurici.

## Activitats econòmiques
Illa és una vila gran que, a més, fa de centre comercial del sector occidental de la Plana del Rosselló i del sector oriental del Conflent. Per això hi són bastant desenvolupats els diferents sectors econòmics. L'agricultura continua essent el sector més important, tot i que en els darrers anys ha anat experimentant un cert descens relacionat amb el creixement de la zona urbanitzada, on els camps de conreu han estat essent substituïts per urbanitzacions i altres formes de poblament o implantació d'indústries.
La part dedicada a l'agricultura és majoritàriament de regadiu, amb més de 400 explotacions agrícoles i unes 1.600 hectàrees conreades, hi ha una bona extensió de fruiters (presseguers, sobretot, però també albescoquers, pereres i pomeres), hortalisses (enciams, escaroles, julivert i carxofes). Al secà hi ha vinya, amb més de 300 hectàrees, amb una majoria de raïm destinat a vins comuns, i menys d'una sisena part a vins de denominació d'origen controlada. A Illa hi ha un important mercat a l'engròs de fruites i hortalisses, però la indústria conservera que se'n derivava no ha pogut aguantar la competència del mercat i actualment està tota tancada.
Hi ha petites i mitjanes empreses públiques i de construcció, en part aprofitant la grava de la Tet; també hi ha indústries d'embalatge, entre elles la primera d'aquest sector a la Catalunya Nord, i algunes indústries de tractament de la fruita per a la seva comercialització. Illa, a més, ha anat desenvolupament un sector de serveis cada vegada més rellevant.

## Història
Els primers esments, documentals d'Illa són de l'any 884 (ad Yla), en una confrontació del monestir de Sant Climent de Reglella, i del 898 (villa Insula), en un privilegi de Carles el Calb a favor d'alguns fidels servents seus. Al segle x fou el monestir de Sant Miquel de Cuixà qui rebé una trentena de donacions d'alous en el terme d'Illa.
Entre els segles XI i XIV es té constància de l'existència d'una família cognomenada Illa, però des del 1224 la senyoria d'Illa era en mans de Galceran II d'Urtx, parent dels vescomtes de Cerdanya i de Conflent. Galceran III, fill de l'anterior, deixà aquesta senyoria en mans de la seva filla Gueraula, casada amb Arnau de Cortsaví. El 1297 el castell i la vila, amb els seus termes, foren venuts a Pere de Saissac-Fenollet, cosí germà de Galceran III. Pere de Saissac-Fenollet fou instituït vescomte d'Illa el 1314 pel rei Sanç I de Mallorca. El seu fill, Pere II d'Illa, casà amb Esclarmonda de Canet, filla de Guillem I de Canet, també vescomte, amb la qual cosa uní al vescomtat d'Illa el de Canet. La història dels dos vescomtats quedà ja lligada fins a la Revolució Francesa.
Durant la Guerra dels Segadors, del 23 al 29 de setembre de 1640 fou assetjada per les tropes castellanes de Juan de Garay Otañez, que foren derrotades pels 600 soldats francesos de George Stuart, el senyor d'Aubigny-sur-Nère  amb l'ajut dels vilatans, mentre s'aixecava el sometent.
Cal destacar que la població d'Illa i els seus voltants aturà un projecte del 1977 que pretenia explotar l'urani que, en quantitats febles, existeix en el massís de Montalbà amb grans excavacions a la terrassa de la Tet, i que anava a alterar profundament els sistemes de rec agraris del Riberal. L'ampli moviment que s'organitzà, amb arguments tant ecològics com econòmics, aturà el projecte.

## Demografia

### Demografia antiga
La població està expressada en nombre de focs (f) o d'habitants (h)
| Evolució demogràfica d'Illa entre 1515 i 1789 | Evolució demogràfica d'Illa entre 1515 i 1789 | Evolució demogràfica d'Illa entre 1515 i 1789 | Evolució demogràfica d'Illa entre 1515 i 1789 | Evolució demogràfica d'Illa entre 1515 i 1789 | Evolució demogràfica d'Illa entre 1515 i 1789 | Evolució demogràfica d'Illa entre 1515 i 1789 | Evolució demogràfica d'Illa entre 1515 i 1789 | Evolució demogràfica d'Illa entre 1515 i 1789 | Evolució demogràfica d'Illa entre 1515 i 1789 | Evolució demogràfica d'Illa entre 1515 i 1789 | Evolució demogràfica d'Illa entre 1515 i 1789 | Evolució demogràfica d'Illa entre 1515 i 1789 | Evolució demogràfica d'Illa entre 1515 i 1789 | Evolució demogràfica d'Illa entre 1515 i 1789 | Evolució demogràfica d'Illa entre 1515 i 1789 |
| 1358                                          | 1365                                          | 1378                                          | 1424                                          | 1470                                          | 1515                                          | 1553                                          | 1643                                          | 1693                                          | 1709                                          | 1720                                          | 1730                                          | 1765                                          | 1767                                          | 1774                                          | 1789                                          |
| --------------------------------------------- | --------------------------------------------- | --------------------------------------------- | --------------------------------------------- | --------------------------------------------- | --------------------------------------------- | --------------------------------------------- | --------------------------------------------- | --------------------------------------------- | --------------------------------------------- | --------------------------------------------- | --------------------------------------------- | --------------------------------------------- | --------------------------------------------- | --------------------------------------------- | --------------------------------------------- |
| 25 f                                          | 241 f                                         | 160 f                                         | 3 f                                           | 211 f                                         | 256 f                                         | 238 f                                         | 338 f                                         | 394 f                                         | 394 f                                         | 443 f                                         | 499 f                                         | 1.100 h                                       | 2.049 h                                       | 1.998 h                                       | 478 f                                         |

Notes:
- 1358: per a Reglella;
- 1365: dels quals 16 f per a Casesnoves i 22 f per a Reglella;
- 1378: dels quals 8 f per a Casesnoves i 9 f per a Reglella;
- 1424: per a Casesnoves;
- 1774: per a Isle-Retglelle et Saint-Michel-des-Lhottes.

### Demografia contemporània
| Evolució de la població |       |       |       |       |       |       |       |       |
| 1793                    | 1800  | 1806  | 1821  | 1831  | 1836  | 1841  | 1846  | 1851  |
| 1.904                   | 2.076 | 2.356 | 2.666 | 3.102 | 3.216 | 3.171 | 3.291 | 3.262 |

| 1856  | 1861  | 1866  | 1872  | 1876  | 1881  | 1886  | 1891  | 1896  |
| ----- | ----- | ----- | ----- | ----- | ----- | ----- | ----- | ----- |
| 3.260 | 3.258 | 3.332 | 3.415 | 3.538 | 3.386 | 3.397 | 3.341 | 3.298 |

| 1901  | 1906  | 1911  | 1921  | 1926  | 1931  | 1936  | 1946  | 1954  |
| ----- | ----- | ----- | ----- | ----- | ----- | ----- | ----- | ----- |
| 3.245 | 3.183 | 3.254 | 3.024 | 3.209 | 3.652 | 3.765 | 4.250 | 4.537 |

| 1962  | 1968  | 1975  | 1982  | 1990  | 1999  | 2008  | 2013  | - |
| ----- | ----- | ----- | ----- | ----- | ----- | ----- | ----- | - |
| 5.074 | 5.262 | 5.258 | 5.249 | 5.095 | 4.993 | 5.278 | 5.405 | - |

Fonts: Ldh/EHESS/Cassini fins al 1999, després INSEE a partir deL 2004

### Evolució de la població

Població 1962-2008

## Administració i política

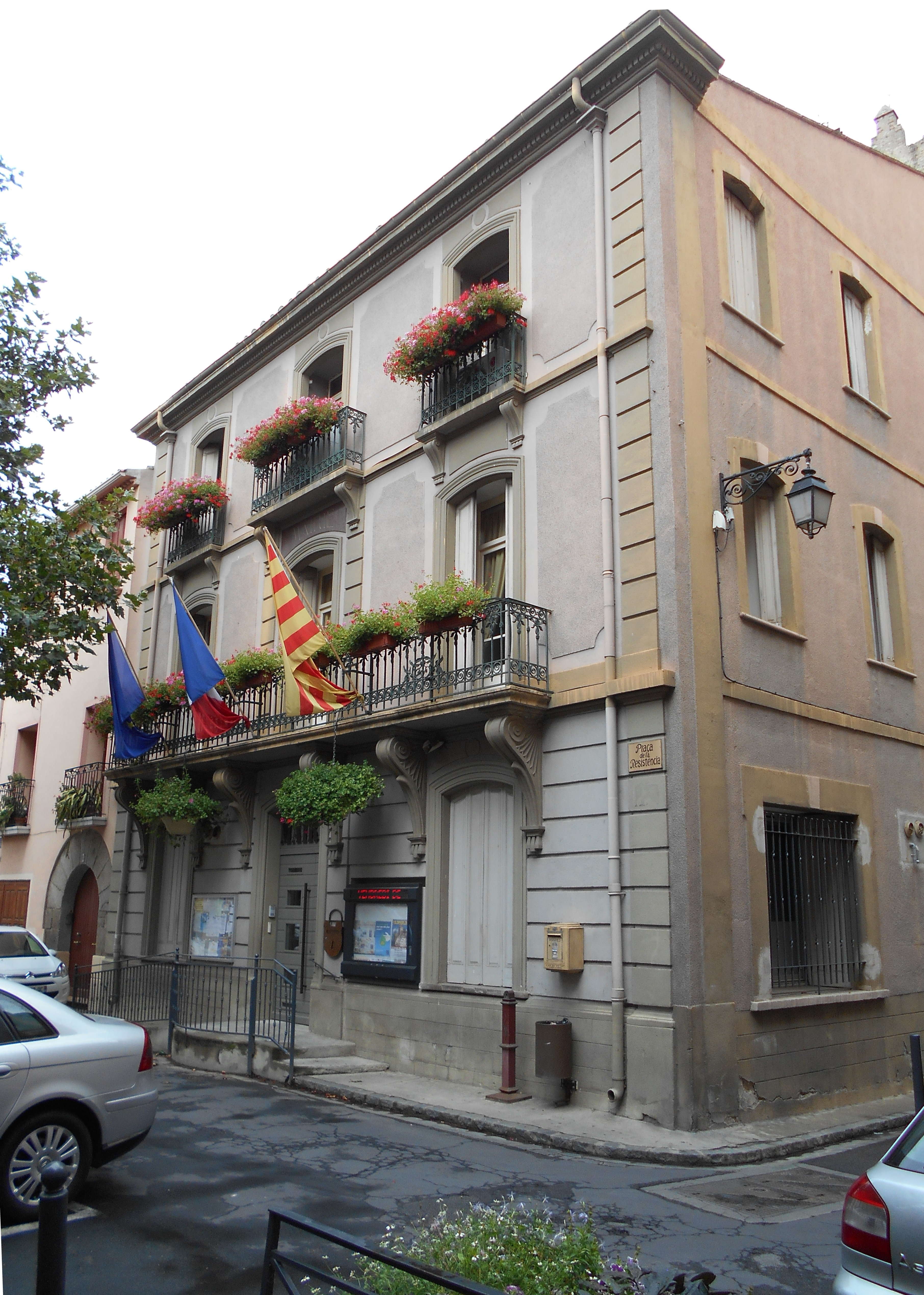
La Casa del Comú

### Batlles[18]
| Període                       | Nom                   | Opció política | Comentaris                            |
| ----------------------------- | --------------------- | -------------- | ------------------------------------- |
| 1790 - 1791                   | Jean Llagone          |                |                                       |
| 1791 - 1793                   | Jacques Salamo        |                |                                       |
| 1793 - 1794                   | Jean-Baptiste Moynier |                |                                       |
| 1794 - 1794                   | François Dauriach     |                |                                       |
| 1794 - 1795                   | François Tarris       |                |                                       |
| 1795 - 1798                   | Jacques Mauran        |                |                                       |
| 1798 - 1808                   | Michel Clotes         |                |                                       |
| 1808 - 1815                   | Jean Boixo            |                |                                       |
| 1815 - 1815                   | François Dauriach     |                |                                       |
| 1815 - 1825                   | Jean Boixo            |                |                                       |
| 1825 - 1826                   | François Batlle       |                |                                       |
| 1826 - 1830                   | Jacques Abadie        |                |                                       |
| 1830 - 1831                   | François Dauriach     |                |                                       |
| 1831 - 1837                   | Jean de Lacour        |                |                                       |
| 1837 - 1840                   | Jean Chauvet          |                |                                       |
| 1840 - 1848                   | Jean de Lacour        |                |                                       |
|                               |                       |                |                                       |
| 1891 - 1894                   | François Baux         |                |                                       |
| 1894 - 1895                   | François Nicolau      |                |                                       |
|                               |                       |                |                                       |
| 1904 - 1922                   | Étienne Batlle        |                |                                       |
|                               |                       |                |                                       |
| 1941 - 1944                   | Pierre Blanc          |                |                                       |
| 1944 - 1947                   | Étienne Margaill      |                |                                       |
| 1947 - 1954                   | Jean Pons             |                | Conseller General del Cantó de Vinçà  |
| 1954 - Març del 1959          | Lucien Gély           |                |                                       |
| Març del 1959 - Març del 1977 | Maurice Iché          |                |                                       |
| Març del 1977 - Març del 1983 | Lucette Pla-Justafré  | PCF            | Consellera General del Cantó de Vinçà |
| Març del 1983 - Març del 2001 | Henri Soler           | DVD            |                                       |
| Març del 2001 - Març del 2009 | Henri Demay           | PS             |                                       |
| Març del 2009 - Moment actual | William Burghoffer    | PS             |                                       |

### Legislatura 2014 - 2020

#### Batlle
- Willy Burghoffer.

#### Adjunts al batlle[20]
- 1r: Claude Aymerich
- 2a: Françoise Cristofol
- 3r: Jérôme Parrilla
- 4a: Caroline Pagès
- 5è: Alain Margalet
- 6a: Claudie Serre
- 7è: André Reyes
- 8è: Raphaël Lopez.

#### Consellers municipals
- Janine Ponsaillé
- Naïma Metlaine
- Catherine Palau
- Alain Domenech
- Christelle Verne
- Denis Olive
- Maryse Noguès
- Maurice Chanard
- Cécile Lavall
- Bruno Costa
- Fatiha Taharaste
- Patrice Riu
- Céline Salguero
- Philippe Piqué
- Sylvia Olive
- Xavier Beraguas
- Florence Peramon
- Frédéric Cravo
- Géraldine Mir
- Cédric Sanchez.

A les eleccions cantonals del 2015 la vila d'Illa ha estat inclosa en el cantó número 16, denominat la Vall de la Tet. Són conselleres per aquest cantó Damienne Beffara, batllessa de Millars i Robert Olive, batlle de Sant Feliu d'Amunt, tots dos del Partit Socialista.

### Adscripció cantonal

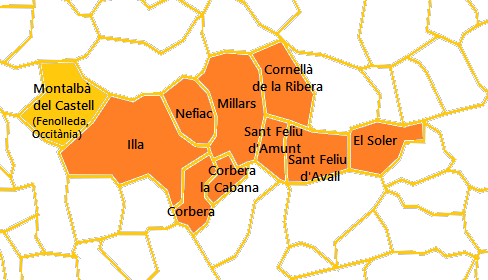
Mapa del Cantó de la Vall de la Tet

A les eleccions cantonals del 2015 la vila d'Illa ha estat inclosa en el cantó número 16, denominat La Vall de la Tet, amb capitalitat al poble del Soler. Està format per Illa i els pobles de Corbera, Corbera la Cabana, Cornellà de la Ribera, Millars, Nefiac, Sant Feliu d'Amunt, Sant Feliu d'Avall i el Soler, tots de la comarca del Rosselló, i Montalbà del Castell, de la Fenolleda (nou agrupament de comunes fruit de la reestructuració cantonal feta en saó de les eleccions cantonals i departamentals del 2015). Són consellers per aquest cantó Damienne Beffara, batllessa de Millars i Robert Olive, batlle de Sant Feliu d'Amunt, tots dos del Partit Socialista.

### Serveis comunals mancomunats
Illa forma part de la Comunitat de comunes de Rosselló - Conflent, amb capitalitat a la mateixa Illa, juntament amb Bellestar, Bula d'Amunt, Bulaternera, Casafabre, Corbera, Corbera la Cabana, Cornellà de la Ribera, Glorianes, Millars, Montalbà del Castell, Nefiac, Prunet i Bellpuig, Rodès, Sant Feliu d'Amunt i Sant Miquel de Llotes.

## Ensenyament i cultura
Són cinc els establiments escolars d'Illa. D'una banda les escoles maternals Henry Wallon i Louis Torcatis, les primàries Louis Pasteur i Paul Langevin, i el col·legi de secundària Pierre Fouché, que serveix per a una trentena de poblacions del Rosselló i de la Fenolleda. Pel que fa al batxillerat, els illencs que volen seguir aquesta modalitat d'estudis poden anar als liceus de Ceret, Perpinyà, Prada i Ribesaltes.

### Llocs i monuments
- Hospital d'Illa, o Hospici
- El paratge dels terrers d'Illa (les Orgues)
- Església parroquial de Sant Esteve del Pedreguet
- Pont de les Baus
- Restes del monestir fortificat de Sant Climent de Reglella

## Fills il·lustres del municipi
- Louis Amade (1915 - París?, 1992), escriptor i lletrista de cantants de renom com ara Édith Piaf i Gilbert Bécaud.
- Pere Fouché (1891-1967), un dels lingüistes rossellonesos més importants
- Simona Gay (Simona Pons i Trainier, 1898-1969), destacada poeta i aquarel·lista rossellonesa.
- Carles Lafon (1902-1982), músic compositor i instrumentista, i escriptor.
- Josep Sebastià Pons (1886-1962), poeta cabdal a Catalunya del Nord i a la resta del país
- Étienne Alart, anarquista i antimilitarista
- Jean Bardou, empresari
- Pierre Bardou-Job, empresari
- Paul Loridant, polític
- François-Étienne Montégut, polític
- Louis Auguste Théodore Pein, militar